# Токарликов, Никита Евдокимович
Никита Евдокимович Токарликов (1918 — 18 августа 1944) — сержант Рабоче-крестьянской Красной Армии, участник Великой Отечественной войны, Герой Советского Союза (1944).

## Биография
Никита Евдокимович родился в 1918 году в селе Калейкино ныне Альметьевского района Республики Татарстан в крестьянской семье. Татарин. Окончил 7 классов. Работал счетоводом. В 1939 году был призван на службу в Рабоче-крестьянскую Красную Армию.
На фронте в Великую Отечественную войну с июня 1941 года. Командир орудия 1971-го истребительно-противотанкового артиллерийского полка (45-я истребительная противотанковая артиллерийская бригада, 51-я армия, 1-й Прибалтийский фронт).
18 августа 1944 года сержант Токарликов при отражении танковых атак противника в районе города Шяуляй огнём орудия уничтожил 6 боевых машин и большое количество гитлеровцев. Погиб в этом бою. Звание Героя Советского Союза присвоено 24 марта 1945 года посмертно. Награждён также орденом Ленина и медалями.
Похоронен в городе Жагаре. В селе Калейкино установлен обелиск. Его именем названа улица в городе Альметьевск.